# Vellereille-les-Brayeux
Vellereille-les-Brayeux est une section de la commune belge d'Estinnes, située en Wallonie dans la province de Hainaut.
C'était une commune à part entière avant la fusion des communes de 1977.
Sur le territoire de Vellereille-les-Brayeux se trouve le collège Notre-Dame de Bonne-Espérance, dans les bâtiments historiques de l'abbaye éponyme, fondée en 1130.

## Étymologie
Vellereille le marécageux, les est une erreur de transcription. 
Petite exploitation rurale (du roman villaricula) sur le marécage (du wallon brayeu, du roman bracossa). Le blason populaire des habitants est Brayous, « Pleurnichards », par assonance avec le mot wallon ayant ce sens.

## Évolution démographique
- Sources : INS, Rem. : 1831 jusqu'en 1970 = recensements, 1976 = nombre d'habitants au 31 décembre.

## Liste des bourgmestres de 1830 à 1977

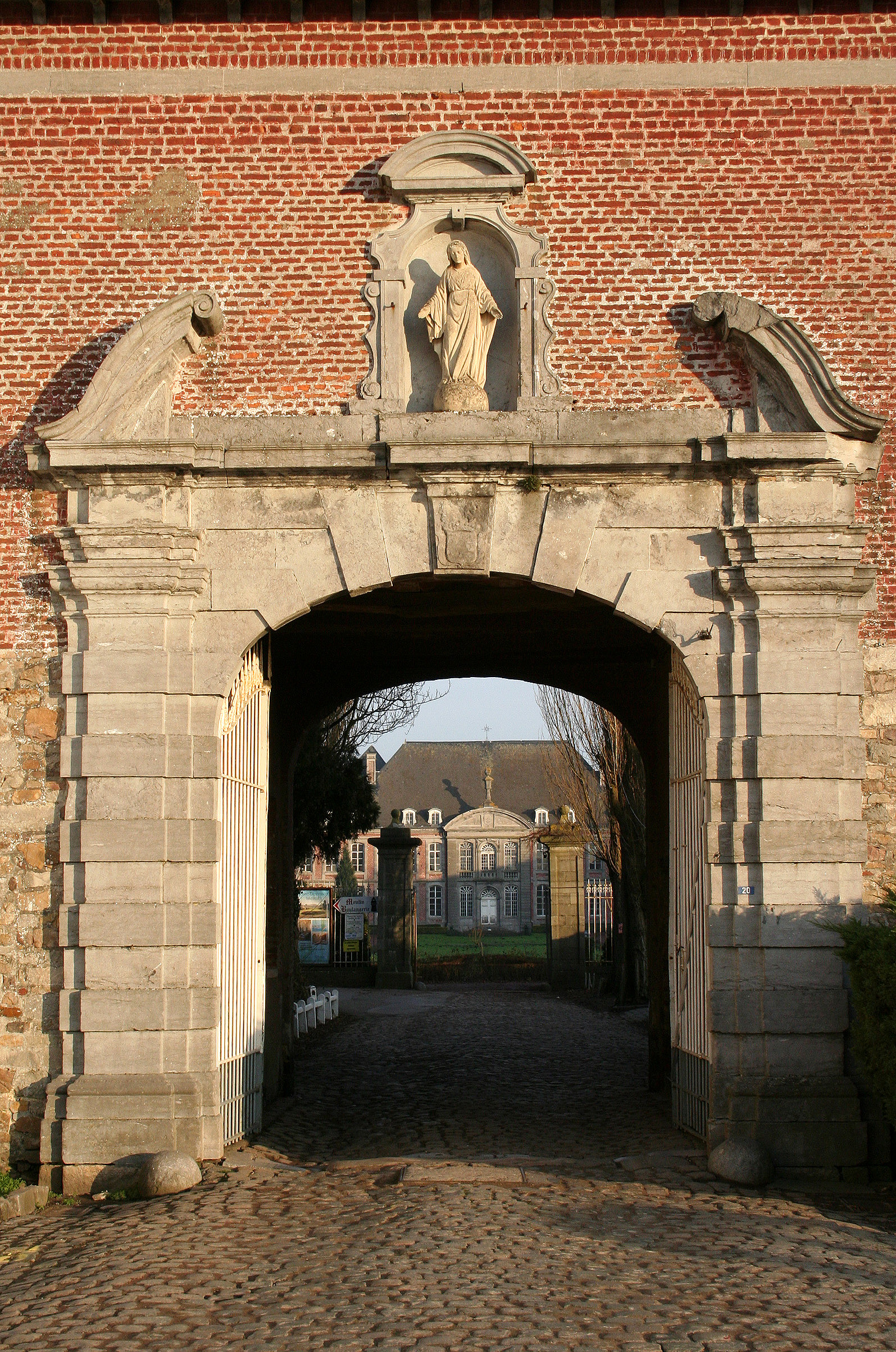
Portail de l'abbaye de Bonne-Espérance.

## Patrimoine et culture

### Patrimoine architectural
- Eglise Saint-Ursmer. Sanctuaire de style classique édifié durant la 2e moitié du XIXe siècle, réparations vers 1909 par l'architecte Lechien[3].
- Ferme de Belle Maison, rue de Lobbes. Probablement une ancienne propriété de l'abbaye de Bonne-Espérance, datée de 1809 par des ancres[4].
- Ferme de Pincemaille, rue Saint-Roch. Logis en style tournaisien simplifié, probablement de la 1re moitié du XVIIIe siècle[3].
- Ferme Ruvroëlle, rue Ruvroëlle. Ferme de la 2e moitié du XVIIIe siècle[5].

- Ancienne abbaye de Bonne-Espérance. Fondée en 1130 et prend son essor au XIIIe siècle[6].